# MacLeans Bay
MacLeans Bay – zatoka (ang. bay) zatoki Mira Bay w kanadyjskiej prowincji Nowa Szkocja, w hrabstwie Cape Breton; nazwa urzędowo zatwierdzona 5 lutego 1976.